# Histoire de la logistique
L'histoire de la logistique est l’étude des faits et de l'évolution de cette activité de service qui a pour objet principal la gestion des flux physiques. Elle exploite les sources historiques qui relèvent de plusieurs territoires distincts : 
- les mathématiques[réf. nécessaire]
- les échanges commerciaux
- l'activité militaire.

## Étymologie
- Selon Larousse : « Logistique » provient du qualificatif grec Logistikos qui signifie « relatif au raisonnement. »
- Selon L'Université de Lille I[1] (document sans titre )[2] : « Logistique a comme racine grecque logisteuo signifiant avant tout administrer. »

## Logistique et activités militaires
Le rôle de la Logistique dans l'activité militaire est objectivement constaté depuis l'antiquité ancienne.
- Au XXe siècle, deux guerres mondiales ont été l'occasion de développements importants de la réflexion et de la pratique en la matière.
- Expériences qui ont pu être transférées -avec le retour à la paix - vers des applications civiles plus pacifiques.

## Logistique et histoire du transport

### Des origines à 1800
Source : "Histoire du transport et de la Logistique" Album illustré publié par Mory-TNTE aux éditions EMC, Paris 1990, sous la direction de Claude Bienfait.
L'ouvrage retrace les époques principales du développement du transport et de la Logistique :
- l'antiquité :
  - les débuts de l'import-export en Méditerranée
  - le phéniciens : un peuple de commerçants marins
  - le conflit entre Perses et Grecs : les routes, les réseaux et les systèmes d'information
  - Alexandre le Grand : Les expéditions militaires et la gestion des flux physiques associés
- Les premiers Empires
  - le tonneau : le contenant logistique plein d'avenir, créé par les gaulois
  - Rome ville centre : Naissance des problématiques et concepts quasi-modernes d'approvisionnement, de stockage et de distribution
  - Voies gallo-romaines : premier réseau routier européen
  - Ponts, viaducs et aqueducs : l'importance des infrastructures
  - Éveil de la Chine : Réseau de routes et de voies navigables à très grande échelle
- La banalisation des déplacements
  - transports fluviaux et maritimes
  - les Vikings : passage du cabotage à la navigation vers le grand large
  - l'islam et les réseaux de caravanes
  - Venise, Bruges, la Ligue Hanséatique : l'ascension des villes commerçantes
  - Marco Polo : les flux entre Orient et Occident
  - les foires de Champagne : la mise en place de "grands marchés"
  - les avancées vers l'élargissement des échanges : Vasco, Christophe et les autres...
  - le premier "tour" du monde
- l'amélioration des pratiques logistiques
  - fin des galères : essor de la caravelle, du galion, puis des vaisseaux de ligne
  - naissance des flottes nationales et des compagnies et comptoirs privés
  - création des premières sociétés de location de véhicules : à Paris sous Louis XIV
  - Mise en état du réseau routier et de lignes régulières
  - aménagement des voies navigables : Canal de briare, Canal du midi...
  - Fondation de l'École des Ponts et Chaussées : Paris 1747
  - Transformation de la messagerie royale (1627) en "Petite Poste" (1759)
  - Émergence de la traction vapeur

### Apparition de la logistique moderne auXIXeet auXXesiècles
Encore, selon l'université de Lille : "Enfin le troisième mode correspondant à celui apparu vers les années 1870 et s’appuyant sur une industrialisation des approvisionnements à partir des bases arrière de plus en plus lointaines. De nombreux facteurs viennent expliquer cette évolution : des facteurs technologiques comme l’apparition du chemin de fer.
À partir de 1917, l’automobile et le poids lourd font apparaître une alternative beaucoup plus souple au chemin de fer et la traction motorisée se substitue rapidement à la traction hippomobile. Mais dès lors, le carburant devient la ressource sensible. Pour approvisionner les armées, la création d’un service, le service des Essences, fut nécessaire pour prendre en charge la logistique des carburants.
Au cours des siècles, si la perception de maîtriser correctement les flux a toujours été claire, la façon de l’aborder a été très variée. Dans chaque étape de son évolution, nous devons voir des réponses aux contraintes imposées par la complexité de la gestion des flux et par les moyens de déplacement des armées.

Au cours de la Seconde Guerre mondiale, les travaux structurant la recherche opérationnelle se sont développés, permettant ainsi aux entreprises, dès la période de l’après guerre, d’adopter un premier traitement de la logistique par la voie quantitative".